# Rathaus Herbede

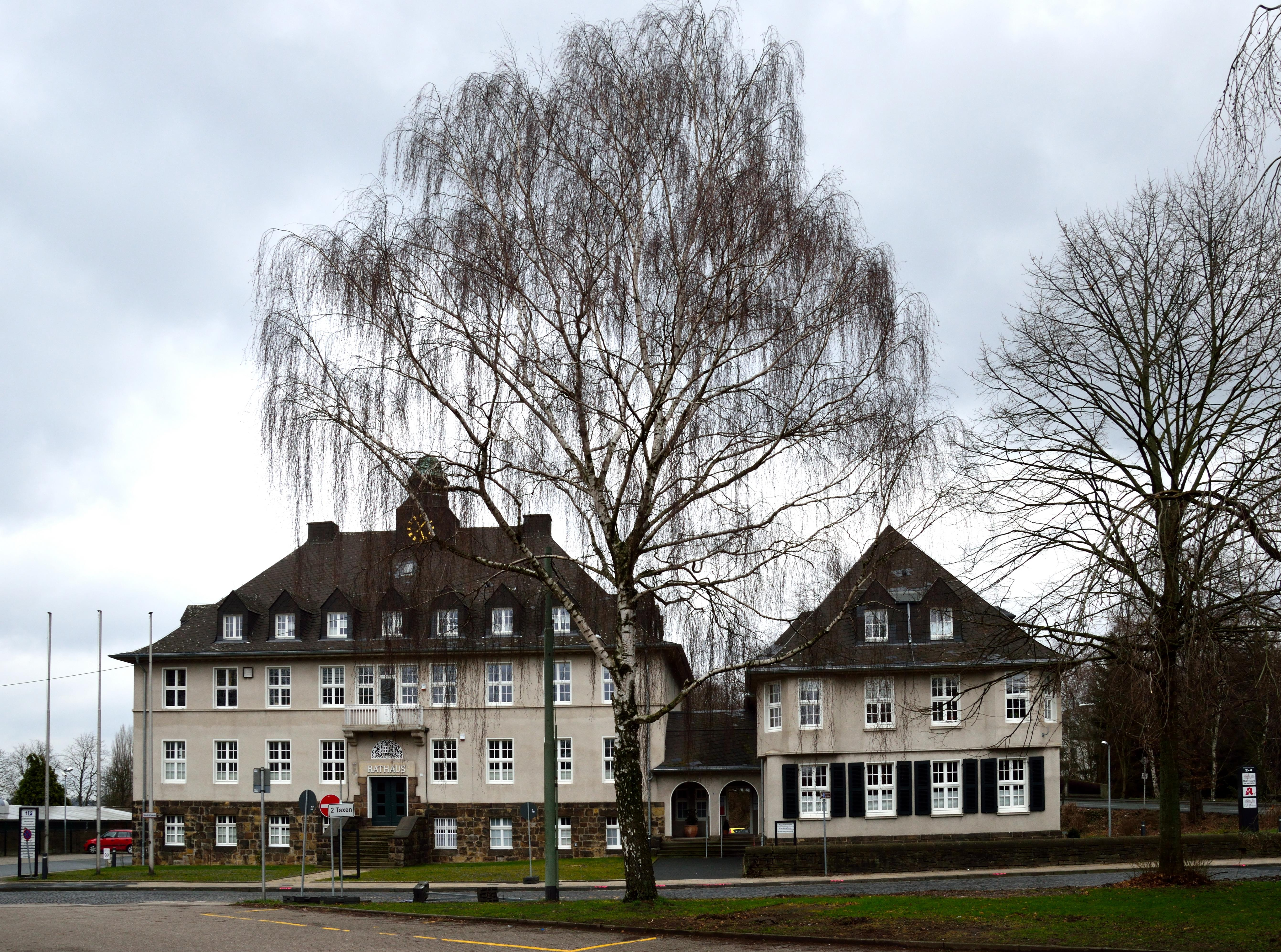
Rathaus Herbede mit Nebengebäuden, 2013

Das Rathaus Herbede verwaltete die einst selbstständige Stadt Herbede, heute ein Stadtteil von Witten. Es wurde etwa 1900 erbaut. In unmittelbarer Nähe befindet sich der Bahnhof Herbede. Nach der Eingemeindung 1975 beherbergte es die Stadtbücherei, eine Polizeistation und gemeinnützige Vereine wie den DLRG und den Heimatverein Herbede. Das Rathaus wurde 2010 zum Ärztezentrum umgebaut.